# ヴァンフリート
ヴァンフリート (ドイツ語: Wanfried, ドイツ語発音: [ˈvaːnfriːt]) は、ドイツ連邦共和国ヘッセン州ヴェラ＝マイスナー郡に属す市である。

## 地理
ヴァンフリートは、ヴェラ＝マイスナー郡に位置し、テューリンゲン州に直接面している。この街はシュリーアバッハスヴァルト北東のヴェラ川の谷に位置している。街の北東の州境の向こう側にはテューリンゲンのアイヒスフェルト＝ハイニッヒ＝ヴェラタール自然公園がある。
ヘッセン州の中規模都市エシュヴェーゲは、西のヴェラ川下流、約 11 km に位置している。この他の周辺都市は、ミュールハウゼン/テューリンゲンが東約 25 km、アイゼナハが南東 28 km に位置している。

### 隣接する市町村
ヴァンフリートは、北はガイスマーのデリングスドルフ市区（テューリンゲン州アイヒスフェルト郡）、東はヒルデブランツハウゼンとカタリーネンベルク（ともにテューリンゲン州ウンシュトルト＝ハイニッヒ郡）、南東と南はトレフフルト（テューリンゲン州ヴァルトブルク郡）、西はエシュヴェーゲとマインハルト（ともにヴェラ＝マイスナー郡）と境を接している。

### 市の構成
本市は以下の市区からなる: 中核市区ヴァンフリート、アルテンブルシュラ、アウエ、ヘルドラ、フェルカースハウゼン。

## 歴史
ヴァンフリートは太古の入植である。聖ボニファティウスがこの地方にやってきたときにはすでに存在していた。ボニファティウスはこの地をキリスト教化した。彼は教会を設け、ヒュルフェンスベルクの上にも教会と修道院を建設した。ヒュルフェンスベルクから見下ろし、伝説上の聖ボニファティウスは次のように語った: "Wann wird endlich Frieden schweben über dieser schönen Aue“（やっと平和がこの美しい草原に漂う時だ）。民間語源説では、この言葉から Wanfried（ヴァンフリート）、Frieda（フリーダ）、Schwebda（シュヴェプダ）、Aue（アウエ）という集落名がつけられたとされている（フリーダとシュヴェプダはマインハルトに属す集落）。
813年以前に "In wanen In Riden" および "Uuanenreodum" と記述されたヴァンフリートは、国境の集落として、しばしばヘッセン方伯やテューリンゲン方伯の抵当に入れられた。ここは互いに競り合う両者にとっての関心地域であった。1035年から Wenefridun と記述されるようになったこの集落はヴェッティンの戦い（1264年）後、テューリンゲン方伯領となった。創設間もないヘッセン方伯は拡大し、ハインリヒ1世は1306年にテューリンゲン方伯からヴァンフリートとフリーダ、さらにアイヒスフェルト地方のいくつかの村を購入した。数年後、ヘルマン2世フォン・トレフフルトの急襲によってヴァンフリートの所有権を巡って軍事的対立が始まった。ヘルマンはこの村を奇襲で手に入れたが、これを確立することができず、ヘルマンのノルマンシュタイン城は1336年にヘッセン方伯、マインツ選帝侯、ザクセン公の連合軍によって占領された。その後、勝者の占領地は分割され、ヘッセン方伯オットー1世は、この新しい孤立した所領を、地橋で自らの領地と結ぼうと試みた。このために彼は1365年にフェルカースハウゼン家からアルテンブルシュラ、デリングスドルフ、ヘルドラ、ヘルダーバッハ、ラムバッハおよびヴァイセンボルンの村と権利を獲得した。ヴァンフリートが最終的にヘッセン方伯領に移管される前に、シュテルナー戦争の進行に伴って14世紀末に隣接するテューリンゲンと再び衝突した。
ヴァンフリートはヘッセン＝カッセル方伯モーリッツによって、1608年8月30日に都市に昇格し、市場開催の特権を得た。

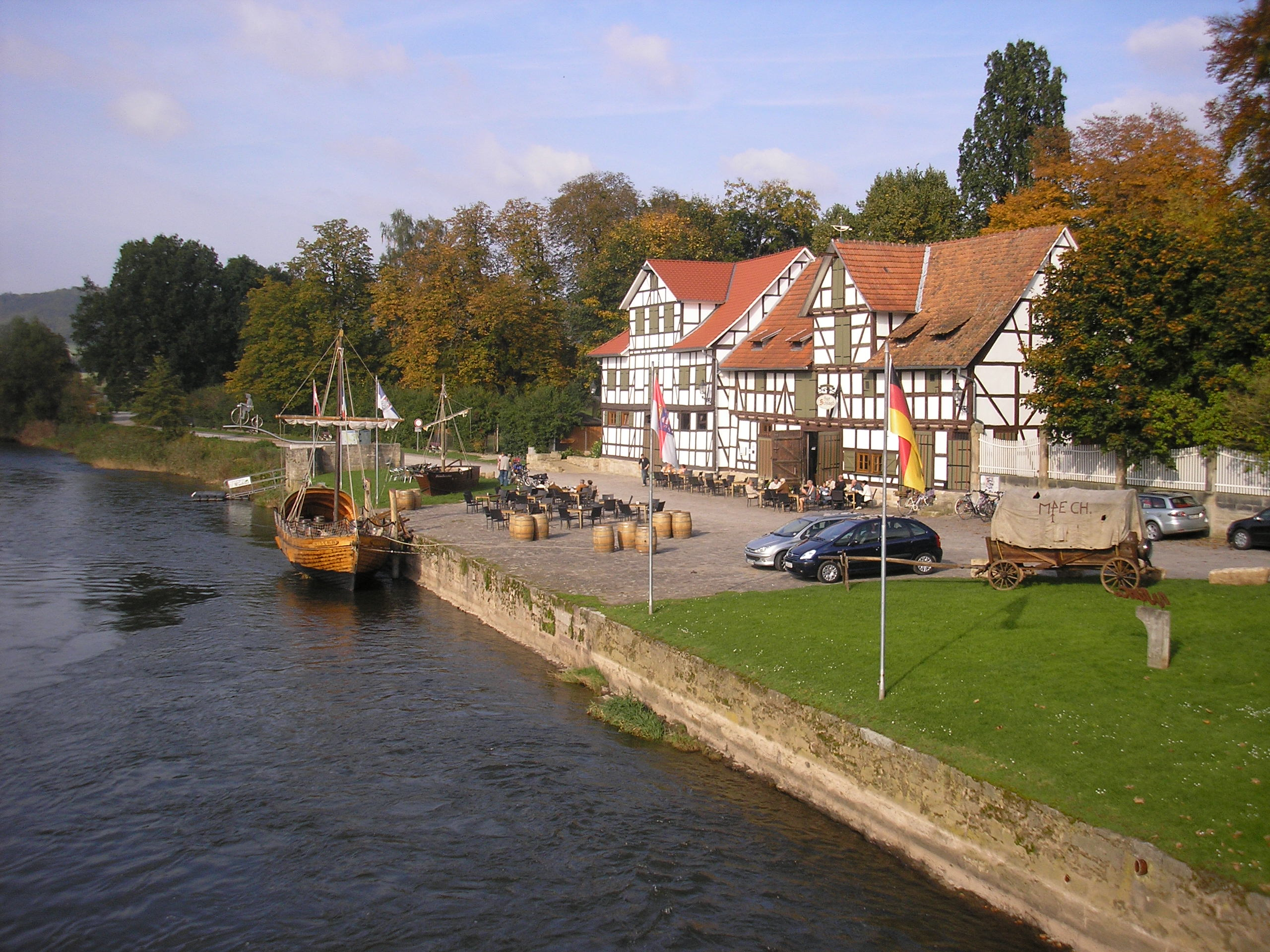
ヴァンフリートのかつての港「シュラークト」

1616年、ヴァンフリート市は重要な商業都市として「ヨーロッパの主要都市リスト」にその名を挙げられている。エシュヴェーゲとアレンドルフの閘門によって確立された水路システムを使ったヴェーザー川航行の出発点として、この街は通商センターに発展した。その貨物はあらゆる種類のものを包含していた。陸揚げされた貨物は「シュラークト」の税関を通って、市内の倉庫に運ばれ、陸路をさらに輸送されていった。運送業者らは、主に、海岸地方からの貨物をテューリンゲンやバイエルンに運んでいった。重要な目的地はライプツィヒやニュルンベルクであった。
三十年戦争中、この街は1626年6月25日にティリー伯軍によって略奪された。1627年にヴァンフリートはローテンブルガ・クヴァルト（ヘッセン＝ローテンブルク方伯）の支配下に入り、1667年からはカトリックの傍系であるヘッセン＝ヴァンフリート方伯の宮廷所在地となった。カール方伯は1667年にこの家系の祖としてこの地に入城した。カールの息子、ヴィルヘルムとクリスティアンは、1755年にこの家系が断絶するまでこの地を統治した。断絶により、家内法に従ってヘッセン＝ヴァンフリート伯領はヘッセン＝ローテンブルク方伯に返還された。1834年にはヘッセン＝ローテンブルク方伯領も主流であるヘッセン＝カッセル方伯に帰属した。
ヴァンフリートの積み替え地としてのかつての重要性は16世紀から17世紀への変わり目頃からその重みを増していった。この頃、水運による輸出品は年間約 80,000 ツェントナー、輸入品は 132,000 ツェントナーであった。主要な交易品は、コーヒー、砂糖、油、香辛料、タバコ、ウール製品、ワイン、蜂蜜、魚などであった。当時、マルクト通り沿いの豪華な商人の屋敷、立派な民家や飲食店、宿屋、証券取引所、ビール醸造所が建設された。19世紀後半にはその重要性は徐々に失われていった。貨物輸送は鉄道へ移行していったのである。ヴァンフリートは1902年にヴェラタール鉄道によって結ばれた。
ヴァンフリートを巡る奇妙な歴史が、1878年5月4日付けのコジマ・ワーグナーの日記に記載されている。その記述と、編集者の注釈によれば、ワーグナー家のバイロイトの新居「ヴァンフリート館」という名は、ヴァンフリートの街に由来すると言うのである。
「ヘッセンにヴァーンフリート (Wahnfried) という町がある。この町が彼（夫であるリヒャルト・ワーグナー）に神秘的な感動を与えた。この2語で構成された地名は、ゲーテの詩のように、その根底にあるものを、知恵ある者だけに語りかけ、深い洞察力を持つ者だけに悟らせるのだ。」（コジマ・ワーグナーの日記）
19世紀に商業都市ヴァンフリート富は凋落した。塁壁や塔は取り壊され、旧市庁舎は解体された。当時のこの街の輝きは、市の中心部に建つ堂々たる木組み建築に留められており、何者にも妨げられないようなアンサンブルを構築している。
宗教改革以降、住民はプロテスタントが多数を占めている。小さなカトリックの司祭区（1908年に支聖堂つき司祭区として創設された）は、第二次世界大戦後に難民によって急速に拡大した。

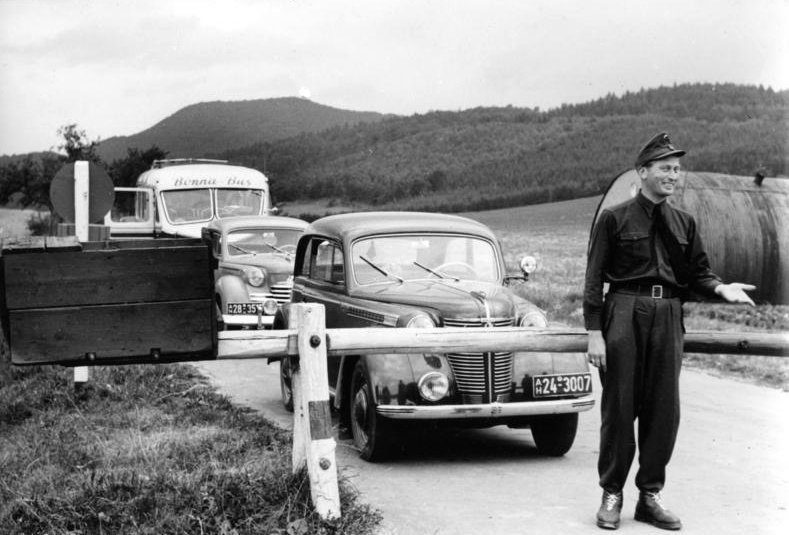
ヘルドラ区の東西ドイツ国境（1952年）

1945年、アメリカ合衆国とソヴィエト連邦が、いわゆるウィスキー＝ウォッカ線に沿って管理区域を交換したヴァンフリート協定が、ヴァンフリートの領主館「カルクホーフ」で調印された。
ニクラウス・シリング監督のスパイ映画 "Willi-Busch-Report" や "Deutschfieber" では「フリートハイム」の仮名の下、国境の小都市として登場する。これらは、1979年とドイツ再統一の翌年に制作された映画であった。その中でヴァンフリート、すなわち「フリートハイム」は、外見上は静かで報告に乏しい村として描かれており、その地元新聞の編集者が、密かに国境を越えさせるという自分自身が起こした事件を、事後に自らの新聞で報道するという物語である。
ヴァンフリート市は2008年に都市権取得400年祭を祝った。

## 行政

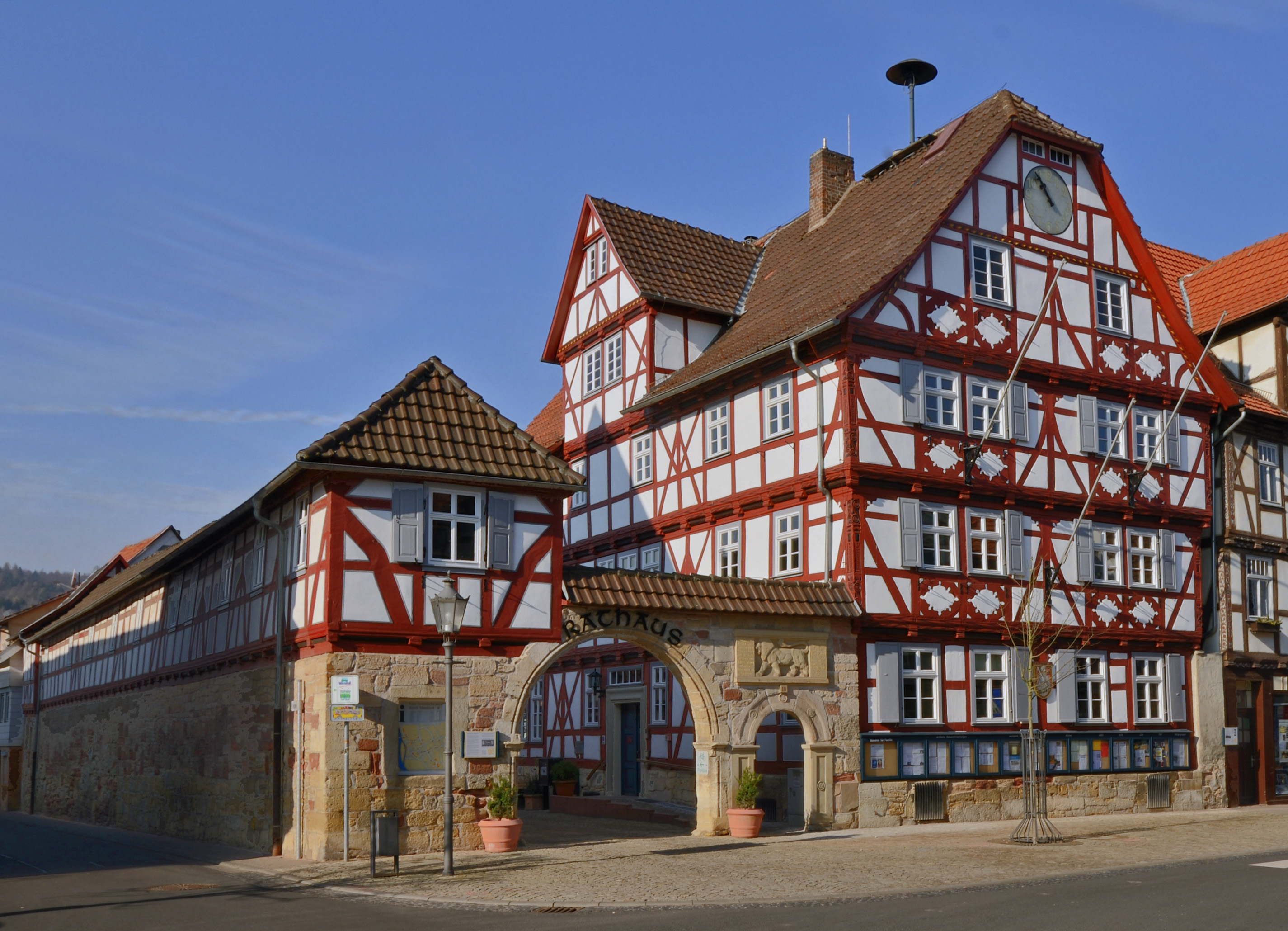
ヴァンフリートの市庁舎

### 議会
ヴァンフリートの市議会は、23 議席からなる。

### 首長
この街の市長は、2007年10月からヴィルヘルム・ゲプハルト (CDU) が勤めている。

### 紋章
図柄: 銀地に赤い小盾。その上に武装した騎士の胸像。
知られている最も古い1578年の印章にはすでに騎士が描かれていた。これは、裁判所の目印であったローラント像が紋章に描かれたものである。しかし、このデザインは、この街固有の紋章でもあった。このため、この騎士は、戦いが絶えない国境の都市における平和の守護者 (Friedenswahrer = Wahr'n Fried) として描かれている。

### 姉妹都市
- プルエスカ（フランス、フィニステール県）
- シェルフリング・アム・アッターゼー（オーストリア、オーバーエスターライヒ州）

また、アルテンブルシュラ区はフランス、オワーズ県のヴィルヌーヴ・レ・サブロンと姉妹関係にある。

## 文化と見所

### 博物館
- コイデルシェス城のヴァンフリート郷土博物館

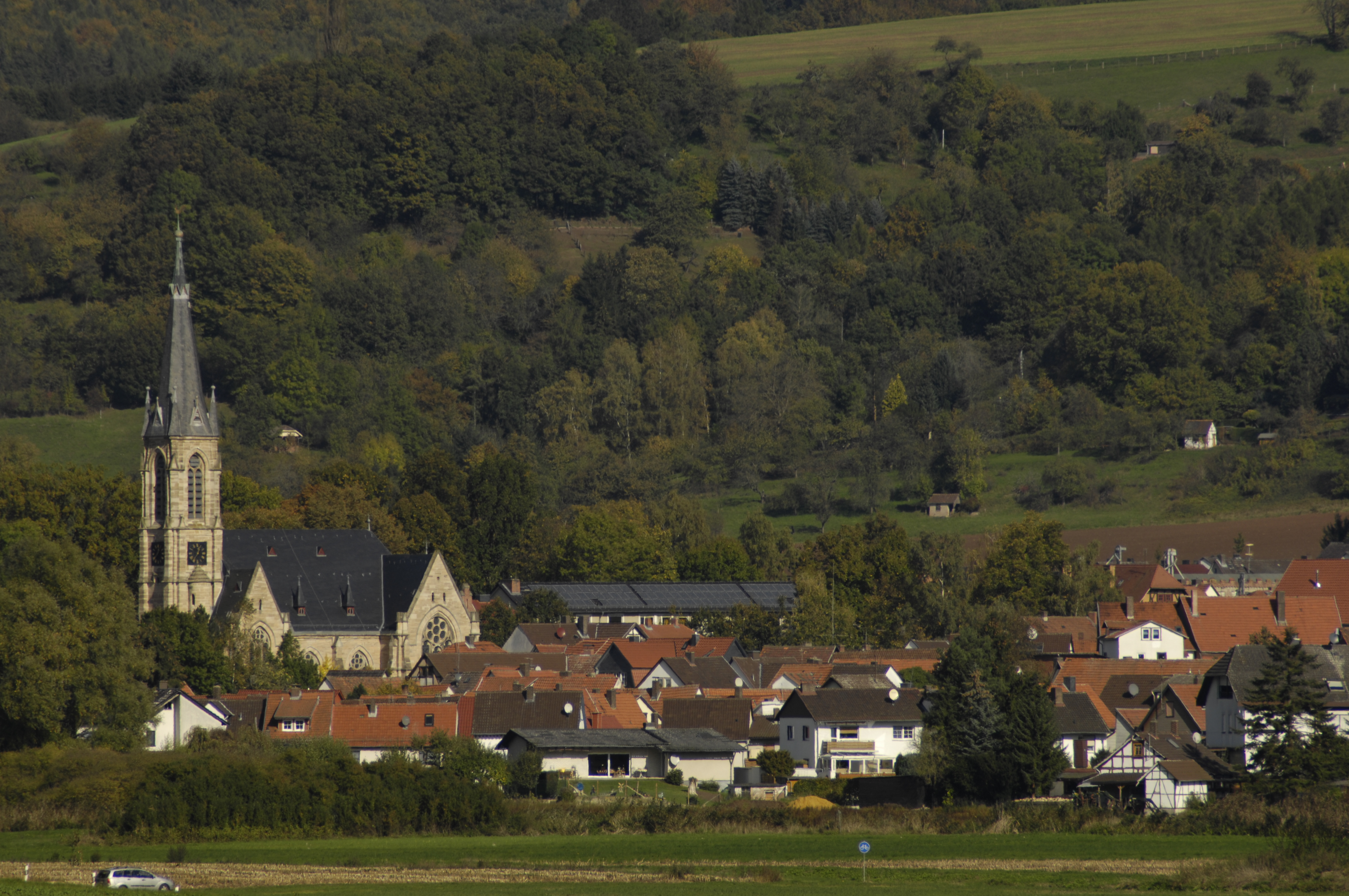
プロテスタントの市教会とヴァンフリートの町

- ドイツ戦後史の資料センター
- ヘルドラ区の村の博物館

### 建造物
- シュラークト、木組み建築の倉庫を持つかつてのヴェラ川の港
- ネオゴシック様式のプロテスタント市教会（1884年 - 1888年）オリジナルの壁絵や調度品を多く有している（建築家ヘルマン・リュッペル作、1845年 - 1900年）
- コイデルシェス城
- ヴァンフリートの方伯の城館
- 歴史的市庁舎、17世紀に建設された。
- 水運時代のハルムシェス・ハウス
- ホテル「ツーム・シュヴァン」（白鳥亭）修復された1690年建造の木組み建築
- 旧郵便局、1751年建造
- アウエの領主館（1576年建造）とアウエの水城跡
- 旧レーエンハウス（フェルカースハウゼン区、シュリーアバッハスヴァルト）
- ヘルドラ区の旅館「イム・クレーガルテン」（修復された17世紀の農場で、何度も保護文化財賞を受賞している）

- シュラークトの木組みの倉庫
- コイデルシェス城
- ヴァンフリートの方伯の城
- ハルムシェス・ハウス
- アウエの水城跡

### 文化記念物
ヴァンフリート市内には、5つの総合文化財と149の文化記念物が指定されている。

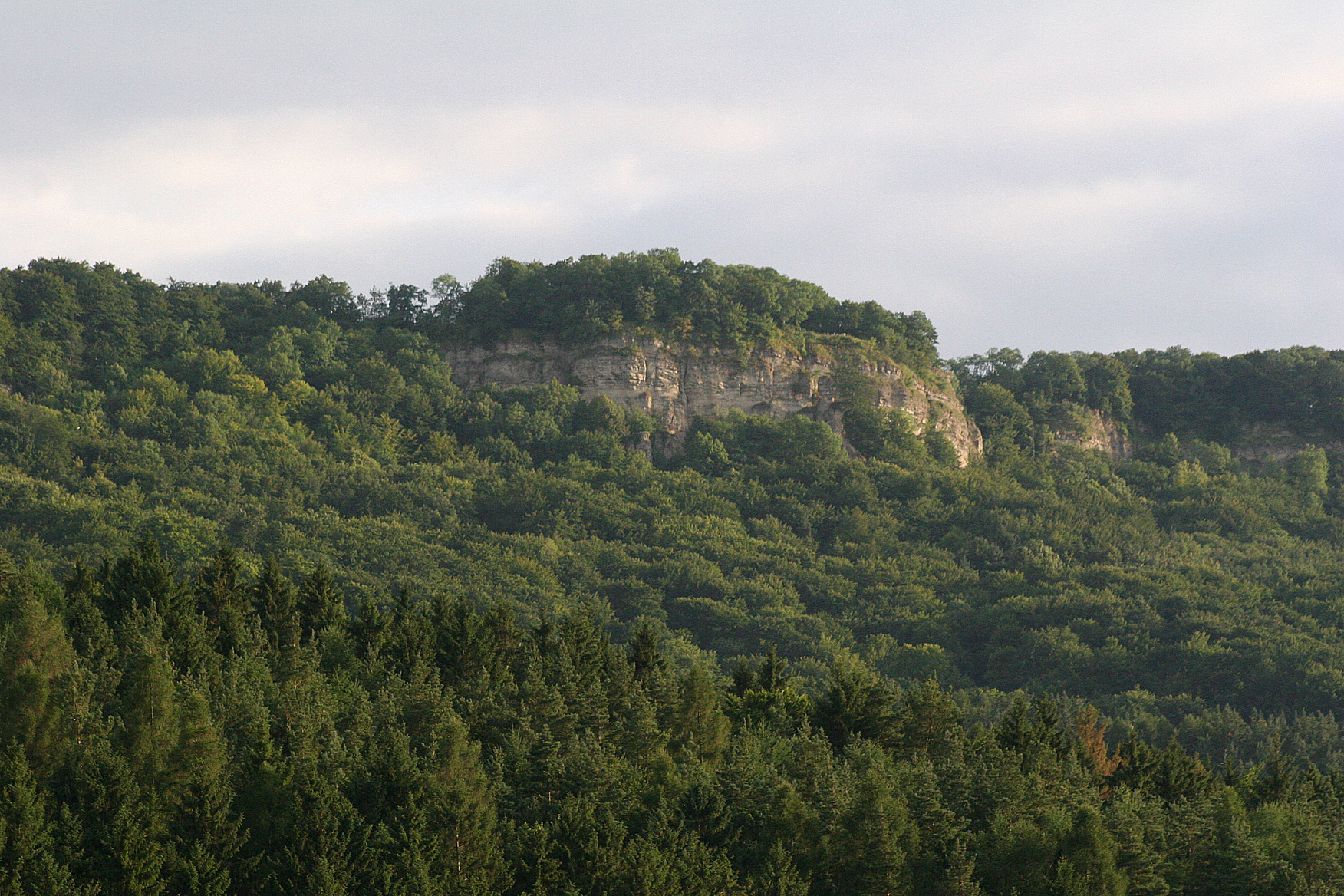
ヘルドラシュタイン

### 自然文化財
- プレッセ（海抜 479.6 m）、ヴァンフリート近郊の山で、白っぽい石灰岩の高さ 60 m の岩壁とプレッセ塔を有している。
- エルフェングルント、ヴァンフリート近郊の滝を有する自然保護地区。
- ヘルドラシュタイン（海抜 503.8 m、「ヴェラタールの王」）高さ 62 m、幅 2 km の岩壁と統一の塔を有するトレフフルト近郊の山。
- ヒュルフェンスベルク（海抜 448.2 m）ガイスマー近郊の森の豊かな山で、巡礼地である。

### スポーツ
- ヴァンフリート射撃協会 1568
- VfLヴァンフリート: ヴァンフリート最大のスポーツクラブで、ヴェラ＝マイスナー郡で2番目に大きなクラブである。

### 余暇と観光
- ヴェラ自転車道
- プール（屋外プール）
- スカート施設のあるボルツ場
- ヴェラ川堤防の感覚の小径
- プレミアム遊歩道
- プレッセ展望塔（プレッセ塔）
- ヘルドラシュタイン展望塔
- プレッセのグリル広場

### 年中行事
- 毎年8月の生クリーム祭
- 毎年7月第2週末の、市民・射撃・郷土祭。1948年からブロムベーマン像が登場する。
- 12月第2土曜日のクリスマスマーケット
- ヘルドラのシュトローベール祭（灰の水曜日）
- ジャズ・マチネー、初夏にカルクホーフで開催される。
- ヴァンフリート朗読会、夏に開催される。
- ワイン祭、毎年9月の第3土曜日

## 経済と社会資本
ヴァンフリートの印刷所 Israel & Avenarius は1861年4月11日に設立された。ペーター・イスラエルは1872年に書籍出版を始めたが、製品の主力は現在に至るまで、紙袋などの包装資材の印刷・加工である。この会社は、1938年に合名会社化され、Wanfried-Druck Arthur und Wilhelm Kalden OHG と改名した。戦後は、包装用ボール紙やラベルの製造・印刷を主な業種としている。
1889年2月28日、街の東外れに Wanfrieder Schmiergelwerk Gottlob Gries KG が設立された。この工場は、数多くの特許に守られた ELEFANTエメリー紙を用いて、大口顧客のための木材・金属加工を行っている。

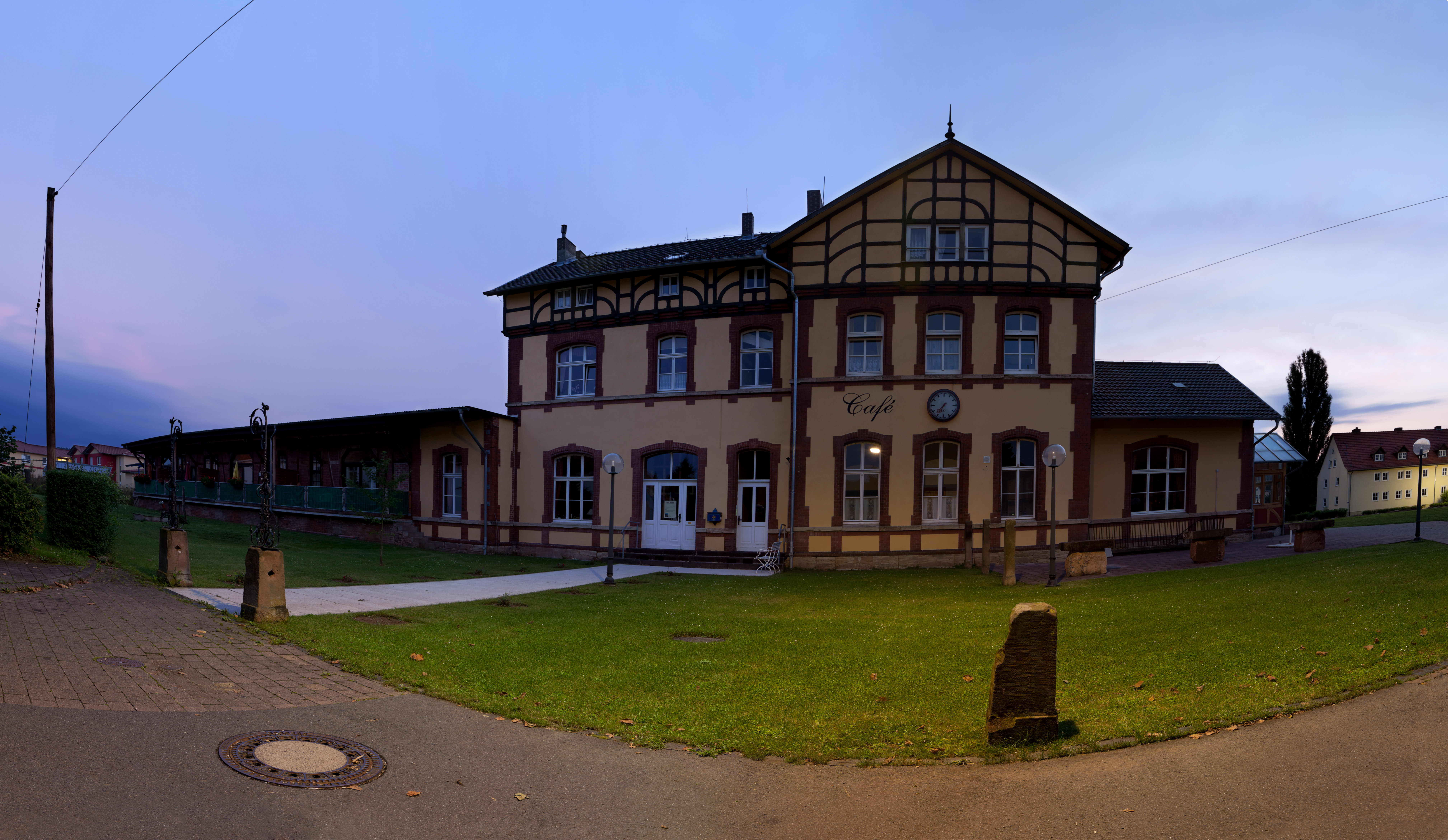
ヴァンフリートの旧駅舎

### 交通
ヴァンフリートはドイツ木組みの家街道に面しており、連邦道 B249号線と B250号線が通っている。
19世紀後半にヴェラ川水運の重要性が徐々に失われ、貨物輸送は主に鉄道が担うようになった。ヴァンフリートは1902年に鉄道網に結ばれた。1902年開業した鉄道シュヴェプダ - ヴァルタは西のエシュヴェーゲや南のトレフフルト、クロイツブルク、アイゼナハとヴァンフリートとを結んでいた。1945年7月3日、東西国境封鎖により、この路線はヘルドラとトレフフルトとの間が運行停止となった。シュヴェプダ - ヴァンフリート間の旅客営業は 1981年5月31日に停止となり、貨物営業も 1994年10月1日に停止された。ほとんど利用されなかったゴルースブルシュラ（トレフフルト市内）までの区間は、それ以前の1993年5月23日に廃止されていた。ヴァンフリートおよびその周辺の線路は1998年までに撤去され、ヴァンフリートとアルテンブルシュラ間の軌道跡は現在、自転車道として利用されている。

### 教育
この街には、基礎課程学校1校（ゲールハルト・ハウプトマン・シューレ）と総合学校（エリーザベト・ゼルベルト・シューレ）があるが、後者は2006/07年の学期から、エシュヴェーゲのアンネ・フランク・シューレの分校として統合された。

## 引用
1. ↑  Hessisches Statistisches Landesamt: Bevölkerung in Hessen am 31.12.2023 (Landkreise, kreisfreie Städte und Gemeinden, Einwohnerzahlen auf Grundlage des Zensus 2011)]
2. ↑  Max Mangold, ed (2005). Duden, Aussprachewörterbuch (6 ed.). Dudenverl. p. 829. ISBN 978-3-411-04066-7
3. ↑  Der "Führer durchs Werratal und die angrenzenden Gebiete, Eschwege 2. Aufl. 1930, p.177 "Veröffentlichungsdatum dieses Verzeichnisses 1550".
4. ↑  Cosima Wagner, Die Tagebücher, ediert und kommentiert von Martin Gregor-Dellin und Dietrich Mack, München/Zürich: Piper, 1982; Band 2, pp. 814 -- 、1874年5月4日の記述。編集者の注釈は p. 1206。
5. ↑  2011年の市議会銀選挙結果
6. ↑  Peer Zietz: Kulturdenkmäler in Hessen. Werra-Meißner-Kreis I. Altkreis Eschwege - 1991. In: Landesamt für Denkmalpflege Hessen (Hrsg.): Denkmaltopographie Bundesrepublik Deutschland. Vieweg&Sohn, Braunschweig/Wiesbaden 1999, ISBN 3528062401.
7. ↑  Wanfried-Druck-Kalden.
8. ↑  Wanfrieder Schmiergelwerk Gottlob Gries KG (Hrsg.) 100 Jahre Wanfrieder Schmiergelwerk. Festschrift. Wanfried 1989. p. 18